# Trimethyloxoniumtetrafluorboraat
Trimethyloxoniumtetrafluorboraat is een organische verbinding met als brutoformule (CH3)3OBF4. De stof wordt ook wel Meerweins zout genoemd, naar de Duitse scheikundige Hans Meerwein (1879-1965), die trialkyloxoniumzouten (die samen ook Meerweins zouten worden genoemd) ontdekte en bestudeerde. De zuivere stof komt voor als een witte vaste stof, die zeer hevig reageert met water. Trimethyloxoniumtetrafluorboraat is een zeer sterk elektrofiel reagens en kent diverse toepassingen in de organische chemie.

## Synthese
De reactie van dimethylether met methyljodide levert de oxoniumverbinding trimethyloxoniumjodide. Dit wordt in situ met zilvertetrafluorboraat omgezet in trimethyloxoniumtetrafluorboraat:
Deze reactie berust op het neerslaan van zilverjodide.
Alternatieve syntheseroutes zijn de reactie van tri-ethyloxoniumtetrafluorboraat met dimethylether, gepubliceerd door Hans Meerwein, en de reactie tussen boortrifluoride, epichloorhydrine en dimethylether, gepubliceerd door T.J. Curphey.

## Eigenschappen en reacties
Trimethyloxoniumtetrafluorboraat is een kleurloze of witte vaste stof, die bij 202-203°C sublimeert.
Ze reageert hevig met water, waarbij ze ontleedt tot dimethylether, methanol en tetrafluorboorzuur:
{\displaystyle {\ce {[(CH3)3O]+[BF4]- + H2O -> (CH3)2O + CH3OH + HBF4}}}

## Toepassing
Trimethyloxoniumtetrafluorboraat is een zeer reactief methyleringsreagens. Het wordt onder meer gebruikt bij de synthese van Fischer-carbenen. Een intermediaire lithiumverbinding wordt hierbij met behulp van trimethyloxoniumtetrafluorboraat gemethyleerd tot het Fischer-carbeen:
In bovenstaande structuur stelt M een overgangsmetaal voor, zoals chroom; Ln zijn liganden.

## Toxicologie en veiligheid
Trimethyloxoniumtetrafluorboraat is een corrosieve stof, die brandwonden veroorzaakt. Ze is zeer schadelijk voor de slijmvliezen en de bovenste luchtwegen.